# فيلاس دي لا فينتوسا
بلدية فيلاس دي لا فينتوسا (بالإسبانية: Villas de la Ventosa)‏، هي إحدى بلديات مقاطعة قونكة إحدى مقاطعات إسبانيا، و التي تقع في منطقة قشتالة لا منتشا وسط البلاد, و المائلة لجهة الشرق من إسبانيا.
يبلغ عدد سكانها 340 نسمة وفقاً لإحصائية سنة (2007).